# Brezovica pri Zlatem Polju
Brezovica pri Zlatem Polju este o localitate din comuna Lukovica, Slovenia, cu o populație de 24 de locuitori.